# Giải BAFTA lần thứ 13
Giải BAFTA lần thứ 13, được trao bởi Viện Hàn lâm Nghệ thuật Điện ảnh và Truyền hình Anh quốc năm 1960 để tôn vinh những bộ phim xuất sắc nhất năm 1959.

## Chiến thắng và đề cử

### Phim hay nhất
Ben-Hur 
- Anatomy of a Murder
- Ansiktet
- The Big Country
- Compulsion
- Gigi
- Look Back in Anger
- North West Frontier
- The Nun's Story
- Sapphire
- Some Like It Hot
- Tiger Bay
- Yesterday's Enemy
- Maigret tend un piège
- Ashes and Diamonds

### Phim Anh hay nhất
Sapphire 
- Look Back in Anger
- Anatomy of a Murder
- Tiger Bay
- Yesterday's Enemy

### Nam diễn viên nước ngoài xuất sắc nhất
Jack Lemmon trong Some Like It Hot 
- James Stewart trong Anatomy of a Murder
- Takashi Shimura trong Ikiru
- Zbigniew Cybulski trong Ashes and Diamonds
- Jean Gabin trong Maigret tend un piège
- Jean Desailly trong Maigret tend un piège

### Nam diễn viên Anh xuất sắc nhất
Peter Sellers trong I'm All Right Jack 
- Laurence Olivier trong The Devil's Disciple
- Laurence Harvey trong Expresso Bongo
- Richard Burton trong Look Back in Anger
- Peter Finch trong The Nun's Story
- Stanley Baker trong Yesterday's Enemy
- Gordon Jackson trong Yesterday's Enemy

### Nữ diễn viên Anh xuất sắc nhất
Audrey Hepburn trong The Nun's Story 
- Kay Walsh trong The Horse's Mouth
- Sylvia Syms trong No Trees in the Street
- Peggy Ashcroft trong The Nun's Story
- Yvonne Mitchell trong Sapphire

### Nữ diễn viên nước ngoài xuất sắc nhất
Shirley MacLaine trong Ask Any Girl 
- Rosalind Russell trong Auntie Mame
- Susan Hayward trong I Want to Live!
- Ava Gardner trong On The Beach
- Ellie Lambeti trong A Matter of Dignity

### Kịch bản Anh hay nhất
I'm All Right Jack - Frank Harvey, John Boulting và Alan Hackney 